# Championnats d'Europe de gymnastique artistique masculine 2010
Navigation
Milan 2009 Berlin 2011
Les 29es championnats d'Europe de gymnastique artistique masculine se déroulent du 21 avril 2010 au 25 avril 2010 à Birmingham au Royaume-Uni.
En raison des répercussions de l'éruption de l'Eyjafjöll sur le trafic aérien, le programme initial a été modifié, retardant les qualifications d'un jour, et les délégations russe, biélorusse et ukrainienne ont finalement été absentes de l'évènement.
Comme pour toutes les disciplines olympiques, les épreuves junior des championnats d’Europe servent de qualification pour les Jeux olympiques de la jeunesse d'été de 2010 à Singapour. Les Juniors nés en 1993 et 1994 peuvent s'y qualifier, à l’exception de ceux qui ont déjà participé à des compétitions seniors.

## Programme
| Date          | Heure         | Épreuve                            |
| ------------- | ------------- | ---------------------------------- |
| 19 & 20 avril |               | Entrainement                       |
| 22 avril      | 10.00 - 21.45 | Qualifications Juniors             |
| 23 avril      | 10.00 - 20.30 | Qualifications Seniors             |
| 24 avril      | 11:00 - 13:00 | Concours général individuel junior |
| 24 avril      | 14.00 - 17:00 | Concours général par équipe senior |
| 25 avril      | 9.30 - 12.10  | Finales par engin juniors          |
| 25 avril      | 13.45 - 16.45 | Finales par engin seniors          |
| source :      |               |                                    |

## Podiums
| Épreuves                                        | Or                    | Argent                                     | Bronze                                      |
| ----------------------------------------------- | --------------------- | ------------------------------------------ | ------------------------------------------- |
| Seniors                                         |                       |                                            |                                             |
| Concours général par équipe résultats détaillés | Allemagne             | Royaume-Uni                                | France                                      |
| Sol résultats détaillés                         | Matthias Fahrig (GER) | Elefthérios Kosmídis (GRE)                 | Daniel Purvis (GBR) Marcel Nguyen (GER)     |
| Cheval d'arçons résultats détaillés             | Daniel Keatings (GBR) | Louis Smith (GBR)                          | Sašo Bertoncelj (SVN)                       |
| Anneaux résultats détaillés                     | Matteo Morandi (ITA)  | Samir Aït Saïd (FRA)                       | Yordan Yovchev (BUL)                        |
| Saut résultats détaillés                        | Tomi Tuuha (FIN)      | Matthias Fahrig (GER)                      | Flavius Koczi (ROU)                         |
| Barres parallèles résultats détaillés           | Yann Cucherat (FRA)   | Vassílios Tsolakídis (GRE)                 | Adam Kierzkowski (POL) Hamilton Sabot (FRA) |
| Barre fixe résultats détaillés                  | Vlásios Máras (GRE)   | Epke Zonderland (NED)                      | Philipp Boy (GER) Fabian Hambüchen (GER)    |
| Juniors                                         |                       |                                            |                                             |
| Concours général individuel résultats détaillés | Sam Oldham (GBR)      | Max Whitlock (GBR)                         | Pablo Brägger (SUI)                         |
| Sol résultats détaillés                         | Max Whitlock (GBR)    | Siemon Volkaert (BEL) Adelin Kotrong (ROU) |                                             |
| Cheval d'arçons résultats détaillés             | Max Whitlock (GBR)    | Oliver Hegi (SUI)                          | Daniel Weinert (GER) Artur Davtyan (ARM)    |
| Anneaux résultats détaillés                     | Néstor Abad (ESP)     | Stephen Micholet (FRA)                     | Reiss Beckforf (GBR)                        |
| Saut résultats détaillés                        | Artur Davtyan (ARM)   | Fabián González (ESP)                      | Marco Lodadio (ITA)                         |
| Barres parallèles résultats détaillés           | Andrei Muntean (ROU)  | Oliver Hegi (SUI)                          | Eddy Yusof (SUI)                            |
| Barre fixe résultats détaillés                  | Sam Oldham (GBR)      | Oliver Hegi (SUI)                          | Fabián González (ESP) Reiss Beckford (GBR)  |

## Résultats détaillés

### Seniors

#### Concours général par équipe
| Rang               | Équipe                      | Sol    | Cheval d'arçon | Anneaux | Saut   | Barres parallèles | Barre fixe | Total   |
| ------------------ | --------------------------- | ------ | -------------- | ------- | ------ | ----------------- | ---------- | ------- |
| Médaille d'or      | GER                         | 44.625 | 41.200         | 43.475  | 47.525 | 44.150            | 45.175     | 266.150 |
| Médaille d'or      | Philipp Boy                 | -      | 14.325         | 14.475  | -      | -                 | 15.375     | 266.150 |
| Médaille d'or      | Matthias Fahrig             | 15.125 | 12.650         | -       | 16.175 | -                 | -          | 266.150 |
| Médaille d'or      | Fabian Hambuechen           | 14.600 | -              | 14.400  | 15.675 | 14.775            | 15.175     | 266.150 |
| Médaille d'or      | Marcel Nguyen               | 14.900 | -              | 14.600  | 15.675 | 14.975            | 14.625     | 266.150 |
| Médaille d'or      | Evgenij Spiridonov          | -      | 14.225         | -       | -      | 14.400            | -          | 266.150 |
| Médaille d'argent  | GBR                         | 44.450 | 43.825         | 42.550  | 46.875 | 42.425            | 42.900     | 263.025 |
| Médaille d'argent  | Daniel Keatings             | -      | 13.700         | -       | 15.600 | 13.400            | 14.125     | 263.025 |
| Médaille d'argent  | Louis Smith                 | -      | 15.525         | -       | -      | -                 | -          | 263.025 |
| Médaille d'argent  | Samuel Hunter               | 14.575 | 14.600         | 14.275  | 15.700 | 14.325            | 14.575     | 263.025 |
| Médaille d'argent  | Daniel Purvis               | 14.950 | -              | 14.100  | 15.575 | 14.700            | -          | 263.025 |
| Médaille d'argent  | Kristian Thomas             | 14.925 | -              | 14.175  | -      | -                 | 14.200     | 263.025 |
| Médaille de bronze | FRA                         | 42.525 | 44.525         | 42.675  | 47.025 | 41.975            | 41.375     | 260.100 |
| Médaille de bronze | Hamilton Sabot              | 14.125 | 14.575         | 14.275  | -      | 13.450            | 14.500     | 260.100 |
| Médaille de bronze | Cyril Tommasone             | 14.100 | 15.525         | 13.275  | 15.425 | 13.225            | 13.075     | 260.100 |
| Médaille de bronze | Samir Ait Said              | 14.300 | -              | 15.125  | 16.050 | -                 | -          | 260.100 |
| Médaille de bronze | Yannick Rayepin Moutoussamy | -      | 14.425         | -       | 15.550 | -                 | -          | 260.100 |
| Médaille de bronze | Yann Cucherat               | -      | -              | -       | -      | 15.300            | 13.800     | 260.100 |
| 4                  | ESP                         | 43.100 | 41.725         | 42.875  | 47.125 | 43.100            | 40.875     | 258.800 |
| 4                  | Rafael Martinez             | 14.650 | 14.325         | -       | -      | 14.475            | 14.775     | 258.800 |
| 4                  | Isaac Botella Perez         | 13.775 | -              | -       | 16.000 | -                 | -          | 258.800 |
| 4                  | Sergio Muñoz                | -      | 13.450         | 14.400  | 15.950 | -                 | 14.125     | 258.800 |
| 4                  | Javier Gomez Fuertes        | 14.675 | -              | 14.075  | 15.175 | 14.125            | -          | 258.800 |
| 4                  | Manuel Carballo             | -      | 13.950         | 14.400  | -      | 14.500            | 11.975     | 258.800 |
| 5                  | SUI                         | 42.525 | 40.100         | 42.225  | 46.125 | 43.950            | 42.225     | 257.150 |
| 5                  | Claudio Capelli             | 14.900 | 13.725         | -       | 15.600 | 14.425            | -          | 257.150 |
| 5                  | Lucas Fischer               | -      | -              | -       | -      | 14.950            | 14.700     | 257.150 |
| 5                  | Roman Gisi                  | 13.850 | 12.350         | 13.625  | 15.700 | -                 | 13.575     | 257.150 |
| 5                  | Mark Ramseier               | 13.775 | 14.025         | 14.200  | -      | -                 | -          | 257.150 |
| 5                  | Nicolas Boeschenstein       | -      | -              | 14.400  | 14.825 | 14.575            | 13.950     | 257.150 |
| 6                  | ITA                         | 41.675 | 42.350         | 43.975  | 45.775 | 40.300            | 40.900     | 254.975 |
| 6                  | Matteo Morandi              | 13.775 | -              | 15.475  | 15.200 | 14.175            | -          | 254.975 |
| 6                  | Paolo Ottavi                | 13.875 | 13.650         | 14.950  | 15.025 | 11.950            | 13.875     | 254.975 |
| 6                  | Alberto Busnari             | -      | 14.950         | -       | -      | 14.175            | 13.950     | 254.975 |
| 6                  | Paolo Principi              | 14.025 | 13.750         | 13.550  | 15.550 | -                 | 13.075     | 254.975 |
| 6                  | -                           |        |                |         |        |                   |            | 254.975 |
| 7                  | ROU                         | 43.675 | 41.400         | 41.475  | 48.175 | 38.500            | 41.450     | 254.675 |
| 7                  | Flavius Koczi               | 14.950 | 14.575         | 14.050  | 16.450 | 14.550            | -          | 254.675 |
| 7                  | Adrian Bucur                | 14.350 | 12.625         | 13.550  | -      | -                 | 13.700     | 254.675 |
| 7                  | Ovidiu Buidoso              | -      | 14.200         | -       | 15.675 | 12.800            | 13.950     | 254.675 |
| 7                  | Alin Sandu Jivan            | 14.375 | -              | 13.875  | 16.050 | -                 | -          | 254.675 |
| 7                  | Cosmin Iancu                | -      | -              | -       | -      | 11.150            | 13.800     | 254.675 |
| 8                  | GRE                         | 43.500 | 39.850         | 41.450  | 45.075 | 40.750            | 42.600     | 253.225 |
| 8                  | Christos Lympanovnos        | 13.875 | 13.500         | 13.900  | 15.475 | 14.125            | 13.575     | 253.225 |
| 8                  | Dimitrios Markousis         | 14.725 | 12.850         | 13.925  | 14.025 | 11.325            | 13.850     | 253.225 |
| 8                  | Vlásios Máras               | -      | 13.500         | -       | 15.575 | -                 | 15.175     | 253.225 |
| 8                  | Elefthérios Kosmídis        | 14.900 | -              | 13.625  | -      | -                 | -          | 253.225 |
| 8                  | Vassílios Tsolakídis        | -      | -              | -       | -      | 15.300            | -          | 253.225 |

#### Sol
| Rang               | Gymnaste                   | Score D | Score E | Pén. | Total  |
| ------------------ | -------------------------- | ------- | ------- | ---- | ------ |
| Médaille d'or      | Matthias Fahrig (GER)      | 6.700   | 8.950   |      | 15.650 |
| Médaille d'argent  | Eleftherios Kosmidis (GRE) | 6.700   | 8.700   |      | 15.400 |
| Médaille de bronze | Daniel Purvis (GBR)        | 6.400   | 8.850   |      | 15.250 |
| Médaille de bronze | Marcel Nguyen (GER)        | 6.500   | 8.750   |      | 15.250 |
| 5                  | Kristian Thomas (GBR)      | 6.300   | 8.675   |      | 14.975 |
| 6                  | Flavius Koczi (ROU)        | 6.200   | 8.750   |      | 14.950 |
| 7                  | Rafael Martinez (ESP)      | 6.400   | 8.425   |      | 14.825 |
| 8                  | Adrian Bucur (ROU)         | 6.000   | 8.700   |      | 14.700 |

#### Cheval d'arçons
| Rang               | Gymnaste              | Score D | Score E | Pén. | Total  |
| ------------------ | --------------------- | ------- | ------- | ---- | ------ |
| Médaille d'or      | Daniel Keatings (GBR) | 6.700   | 8.900   |      | 15.600 |
| Médaille d'argent  | Louis Smith (GBR)     | 6.600   | 8.775   |      | 15.375 |
| Médaille de bronze | Saso Bertoncelj (SVN) | 6.300   | 8.600   |      | 14.900 |
| 4                  | Flavius Koczi (ROU)   | 6.400   | 8.475   |      | 14.875 |
| 5                  | Vid Hidvegi (HUN)     | 6.200   | 8.650   |      | 14.850 |
| 6                  | Koen Van Damme (BEL)  | 6.300   | 8.275   |      | 14.575 |
| 7                  | Alberto Busnari (ITA) | 5.700   | 8.175   |      | 13.875 |
| 8                  | Cyril Tommasone (FRA) | 6.100   | 7.225   |      | 13.325 |

#### Anneaux
| Rang               | Gymnaste                    | Score D | Score E | Pén. | Total  |
| ------------------ | --------------------------- | ------- | ------- | ---- | ------ |
| Médaille d'or      | Matteo Morandi (ITA)        | 6.700   | 8.550   |      | 15.250 |
| Médaille d'argent  | Samir Ait Said (FRA)        | 6.800   | 8.300   |      | 15.100 |
| Médaille de bronze | Iordan Iovtchev (BUL)       | 6.700   | 8.200   |      | 14.900 |
| 4                  | Davtyan Vahagn (ARM)        | 6.700   | 8.000   |      | 14.700 |
| 5                  | Paolo Ottavi (ITA)          | 6.300   | 8.350   |      | 14.650 |
| 6                  | Marcel Nguyen (GER)         | 6.300   | 8.175   |      | 14.475 |
| 7                  | Nicolas Boeschenstein (SUI) | 5.800   | 8.575   |      | 14.375 |
| 8                  | Fabian Hambuechen (GER)     | 5.500   | 7.500   |      | 13.000 |

#### Saut
| Rang               | Gymnaste                       | Saut 1  | Saut 1  | Saut 1 | Saut 1  | Saut 2  | Saut 2  | Saut 2 | Saut 2  | Total  |
| Rang               | Gymnaste                       | Score D | Score E | Pén.   | Score 1 | Score D | Score E | Pén.   | Score 2 | Total  |
| ------------------ | ------------------------------ | ------- | ------- | ------ | ------- | ------- | ------- | ------ | ------- | ------ |
| Médaille d'or      | Tomi Tuuha (FIN)               | 6.600   | 9.350   |        | 15.950  | 6.600   | 9.400   |        | 16.000  | 15.975 |
| Médaille d'argent  | Matthias Fahrig (GER)          | 7.000   | 9.150   |        | 16.150  | 6.600   | 9.175   |        | 15.775  | 15.962 |
| Médaille de bronze | Flavius Koczi (ROU)            | 6.200   | 9.350   |        | 15.550  | 7.000   | 9.300   |        | 16.300  | 15.925 |
| 4                  | Jeffrey Wammes (NED)           | 6.600   | 9.325   |        | 15.925  | 6.600   | 9.200   |        | 15.800  | 15.862 |
| 5                  | Marek Lyszczarz (POL)          | 6.600   | 9.325   |        | 15.925  | 6.200   | 9.475   |        | 15.675  | 15.800 |
| 6                  | Marcel Nguyen (GER)            | 6.600   | 9.300   |        | 15.900  | 6.600   | 9.000   |        | 15.600  | 15.750 |
| 7                  | Isaac Botella Perez (ESP)      | 6.600   | 9.300   |        | 15.900  | 6.600   | 8.975   |        | 15.575  | 15.737 |
| 8                  | Yann Rayepin Moutoussamy (FRA) | 7.000   | 8.975   | 0.3    | 15.675  | 6.600   | 8.075   | 0.1    | 14.575  | 15.125 |
| Rang               | Gymnaste                       | Saut 1  | Saut 1  | Saut 1 | Saut 1  | Saut 2  | Saut 2  | Saut 2 | Saut 2  | Total  |

#### Barres parallèles
| Rang               | Gymnaste                   | Score D | Score E | Pén. | Total  |
| ------------------ | -------------------------- | ------- | ------- | ---- | ------ |
| Médaille d'or      | Yann Cucherat (FRA)        | 6.200   | 9.075   |      | 15.275 |
| Médaille d'argent  | Vassílios Tsolakídis (GRE) | 6.300   | 8.900   |      | 15.200 |
| Médaille de bronze | Adam Kierzkowski (POL)     | 6.000   | 9.100   |      | 15.100 |
| Médaille de bronze | Hamilton Sabot (FRA)       | 6.500   | 8.600   |      | 15.100 |
| 5                  | Epke Zonderland (NED)      | 6.100   | 8.975   |      | 15.075 |
| 6                  | Roman Kulesza (POL)        | 6.000   | 9.025   |      | 15.025 |
| 7                  | Manuel Carballo (ESP)      | 5.800   | 8.875   |      | 14.675 |
| 8                  | Daniel Purvis (GBR)        | 5.700   | 8.725   |      | 14.425 |

#### Barre fixe
| Rang               | Gymnaste                | Score D | Score E | Pén. | Total  |
| ------------------ | ----------------------- | ------- | ------- | ---- | ------ |
| Médaille d'or      | Vlásios Máras (GRE)     | 6.900   | 8.500   |      | 15.400 |
| Médaille d'argent  | Epke Zonderland (NED)   | 7.100   | 8.275   |      | 15.375 |
| Médaille de bronze | Philipp Boy (GER)       | 6.900   | 8.450   |      | 15.350 |
| Médaille de bronze | Fabian Hambuechen (GER) | 7.000   | 8.350   |      | 15.350 |
| 5                  | Jeffrey Wammes (NED)    | 6.700   | 8.325   |      | 15.025 |
| 5                  | Yann Cucherat (FRA)     | 6.800   | 8.225   |      | 15.025 |
| 7                  | Roman Kulesza (POL)     | 6.400   | 7.825   |      | 14.225 |
| 8                  | Aljaz Pegan (SVN)       | 6.600   | 7.200   |      | 13.800 |

### Juniors

#### Concours général individuel
Participent à la finale les 24 meilleurs gymnastes qui se sont distingués lors des qualifications
| Rang               | Gymnaste                                | Sol    | Cheval d'arçon | Anneaux | Saut   | Barres parallèles | Barre fixe | Total   |
| ------------------ | --------------------------------------- | ------ | -------------- | ------- | ------ | ----------------- | ---------- | ------- |
| Médaille d'or      | Sam Oldham (GBR)                        | 14.450 | 13.500         | 13.525  | 15.600 | 13.675            | 13.825     | 84.575  |
| Médaille d'argent  | Max Whitlock (GBR)                      | 14.000 | 14.125         | 13.725  | 15.275 | 13.800            | 13.350     | 84.275  |
| Médaille de bronze | Pablo Brägger (SUI)                     | 14.125 | 12.500         | 13.500  | 15.625 | 13.800            | 13.600     | 83.150  |
| 4                  | Fabian Gonzalez (ESP)                   | 14.250 | 13.375         | 12.650  | 15.125 | 13.775            | 13.675     | '82.850 |
| 5                  | Michael Meier (SUI)                     | 13.700 | 12.100         | 12.875  | 15.700 | 13.675            | 13.125     | 81.175  |
| 6                  | Thomas Neuteleers (BEL)                 | 13.725 | 11.475         | 13.375  | 15.000 | 13.800            | 13.625     | 81.000  |
| 7                  | Néstor Abad (ESP)                       | 13.975 | 10.725         | 14.050  | 15.600 | 13.400            | 13.150     | 80.900  |
| 7                  | Andrei Vasile Muntean (ROU)             | 12.575 | 11.825         | 14.075  | 15.650 | 13.650            | 13.125     | 80.900  |
| 9                  | Jim Zona (FRA)                          | 13.650 | 11.900         | 13.300  | 15.275 | 13.650            | 13.100     | 80.875  |
| 10                 | Ludovico Edalli (ITA)                   | 13.275 | 12.775         | 13.175  | 14.725 | 13.450            | 13.250     | 80.650  |
| 11                 | Mathieu Vanacker (FRA)                  | 13.850 | 12.250         | 13.125  | 15.425 | 12.925            | 12.850     | 80.425  |
| 12                 | Christopher Jursch (GER)                | 13.350 | 12.775         | 12.600  | 14.575 | 13.550            | 13.550     | 80.400  |
| 13                 | Vahan Vardanyan (ARM)                   | 13.525 | 12.675         | 13.500  | 14.075 | 12.850            | 12.550     | 79.175  |
| 14                 | Daan Kenis (BEL)                        | 13.675 | 12.175         | 12.875  | 14.650 | 12.950            | 12.625     | 78.950  |
| 15                 | Levente Vagner (HUN)                    | 13.600 | 12.000         | 13.050  | 14.075 | 13.575            | 12.525     | 78.825  |
| 16                 | Daniel Weinert (GER)                    | 13.400 | 11.800         | 12.625  | 14.550 | 13.450            | 12.900     | 78.725  |
| 17                 | Daniel Radeanu (ROU)                    | 14.325 | 12.300         | 12.975  | 14.075 | 11.925            | 12.975     | 78.575  |
| 18                 | Glenn Smink (NED)                       | 13.875 | 12.150         | 12.325  | 14.725 | 12.850            | 12.625     | 78.550  |
| 19                 | Artur Davtyan (ARM)                     | 13.600 | 12.875         | 13.300  | 12.100 | 13.325            | 12.600     | 77.800  |
| 20                 | Michel Bletterman (NED)                 | 13.450 | 11.875         | 12.025  | 14.025 | 13.250            | 13.100     | 77.725  |
| 21                 | Tommaso De Vecchis (ITA)                | 13.475 | 11.325         | 11.900  | 14.475 | 13.050            | 12.675     | 76.900  |
| 22                 | Giorgos-Christos Chatziefstathiou (GRE) | 13.075 | 11.750         | 10.425  | 13.225 | 13.400            | 12.500     | 74.375  |
| 23                 | Stian Skjerahaug (NOR)                  | 13.150 | 9.600          | 11.825  | 14.200 | 13.100            | 12.450     | 74.325  |
| 24                 | Ricardo Martins (POR)                   | 13.025 | 10.225         | 12.450  | 13.975 | 13.000            | 11.275     | 73.950  |

#### Sol
| Rang              | Gymnaste                | Score D | Score E | Pén. | Total  |
| ----------------- | ----------------------- | ------- | ------- | ---- | ------ |
| Médaille d'or     | Max Whitlock (GBR)      | 5.200   | 8.975   |      | 14.175 |
| Médaille d'argent | Siemon Volkaert (BEL)   | 5.300   | 8.825   |      | 14.125 |
| Médaille d'argent | Adelin Kotrong (ROU)    | 5.400   | 8.725   |      | 14.125 |
| 4                 | Fabian Gonzalez (ESP)   | 5.300   | 8.650   |      | 13.950 |
| 5                 | Thomas Neuteleers (BEL) | 5.100   | 8.675   |      | 13.775 |
| 6                 | Ivan Rittschik (GER)    | 5.000   | 8.875   | 0.1  | 13.775 |
| 7                 | Sam Oldham (GBR)        | 5.300   | 8.850   | 0.5  | 13.650 |
| 8                 | Andrei Ioan Groza (ROU) | 5.100   | 8.650   | 0.2  | 13.550 |

#### Cheval d'arçons
| Rang               | Gymnaste                 | Score D | Score E | Pén. | Total  |
| ------------------ | ------------------------ | ------- | ------- | ---- | ------ |
| Médaille d'or      | Max Whitlock (GBR)       | 5.800   | 8.600   |      | 14.400 |
| Médaille d'argent  | Oliver Hegi (SUI)        | 5.000   | 8.475   |      | 13.475 |
| Médaille de bronze | Daniel Weinert (GER)     | 4.800   | 8.400   |      | 13.200 |
| Médaille de bronze | Artur Davtyan (ARM)      | 4.500   | 8.700   |      | 13.200 |
| 5                  | Jimmy Verbaeys (BEL)     | 4.700   | 8.425   |      | 13.125 |
| 6                  | Brandon Prost (FRA)      | 4.800   | 8.175   |      | 12.975 |
| 7                  | Frank Baines (GBR)       | 4.700   | 7.450   |      | 12.150 |
| 8                  | Christopher Jursch (GER) | 3.700   | 8.100   |      | 11.800 |

#### Anneaux
| Rang               | Gymnaste                    | Score D | Score E | Pén. | Total  |
| ------------------ | --------------------------- | ------- | ------- | ---- | ------ |
| Médaille d'or      | Nestor Abad (ESP)           | 5.000   | 9.250   |      | 14.250 |
| Médaille d'argent  | Stephen Micholet (FRA)      | 5.300   | 8.850   |      | 14.150 |
| Médaille de bronze | Reiss Beckford (GBR)        | 5.100   | 9.025   |      | 14.125 |
| 4                  | Andrei Vasile Muntean (ROU) | 5.200   | 8.750   |      | 13.950 |
| 5                  | Tallon Fernandez (ESP)      | 4.800   | 9.125   |      | 13.925 |
| 6                  | Max Whitlock (GBR)          | 4.700   | 9.150   |      | 13.850 |
| 7                  | Artur Davtyan (ARM)         | 4.700   | 9.125   |      | 13.825 |
| 8                  | Vahan Vardanyan (ARM)       | 4.600   | 9.150   |      | 13.750 |

#### Saut
| Rang               | Gymnaste              | Saut 1  | Saut 1  | Saut 1 | Saut 1  | Saut 2  | Saut 2  | Saut 2 | Saut 2  | Total  |
| Rang               | Gymnaste              | Score D | Score E | Pén.   | Score 1 | Score D | Score E | Pén.   | Score 2 | Total  |
| ------------------ | --------------------- | ------- | ------- | ------ | ------- | ------- | ------- | ------ | ------- | ------ |
| Médaille d'or      | Artur Davtyan (ARM)   | 6.200   | 9.250   |        | 15.450  | 6.200   | 9.275   |        | 15.475  | 15.462 |
| Médaille d'argent  | Fabian Gonzalez (ESP) | 6.200   | 9.425   |        | 15.625  | 5.800   | 9.275   |        | 15.075  | 15.350 |
| Médaille de bronze | Marco Lodadio (ITA)   | 6.600   | 9.350   |        | 15.950  | 5.400   | 9.200   |        | 14.600  | 15.275 |
| 4                  | Michael Meier (SUI)   | 6.200   | 9.125   |        | 15.325  | 6.200   | 9.000   |        | 15.200  | 15.262 |
| 5                  | Nestor Abad (ESP)     | 6.200   | 9.025   |        | 15.225  | 6.200   | 9.250   | 0.3    | 15.187  | 15.150 |
| 6                  | Daniel Radeanu (ROU)  | 6.200   | 8.625   |        | 14.825  | 6.200   | 9.125   |        | 15.325  | 15.075 |
| 7                  | Pablo Brägger (SUI)   | 6.200   | 9.125   |        | 15.325  | 5.800   | 8.875   |        | 14.675  | 15.000 |
| 8                  | Tomas Thys (BEL)      | 6.200   | 8.875   | 0.3    | 14.775  | 5.800   | 9.025   |        | 14.825  | 14.800 |
| Rang               | Gymnaste              | Saut 1  | Saut 1  | Saut 1 | Saut 1  | Saut 2  | Saut 2  | Saut 2 | Saut 2  | Total  |

#### Barres parallèles
| Rang               | Gymnaste                    | Score D | Score E | Pén. | Total  |
| ------------------ | --------------------------- | ------- | ------- | ---- | ------ |
| Médaille d'or      | Andrei Vasile Muntean (ROU) | 5.200   | 8.600   |      | 13.800 |
| Médaille d'argent  | Oliver Hegi (SUI)           | 5.100   | 8.650   |      | 13.750 |
| Médaille de bronze | Eddy Yusof (SUI)            | 4.700   | 8.775   |      | 13.475 |
| 4                  | Frank Baines (GBR)          | 4.900   | 8.550   |      | 13.450 |
| 5                  | Corey Keil (GER)            | 4.600   | 8.800   |      | 13.400 |
| 6                  | Ferhat Arıcan (TUR)         | 5.100   | 8.275   |      | 13.375 |
| 7                  | Reiss Beckford (GBR)        | 4.600   | 8.550   |      | 13.150 |
| 8                  | Jim Zona (FRA)              | 4.900   | 7.775   |      | 12.675 |

#### Barre fixe
| Rang               | Gymnaste               | Score D | Score E | Pén. | Total  |
| ------------------ | ---------------------- | ------- | ------- | ---- | ------ |
| Médaille d'or      | Sam Oldham (GBR)       | 5.100   | 8.725   |      | 13.825 |
| Médaille d'argent  | Oliver Hegi (SUI)      | 4.800   | 8.950   |      | 13.750 |
| Médaille de bronze | Fabian Gonzalez (ESP)  | 5.600   | 8.050   |      | 13.650 |
| Médaille de bronze | Reiss Beckford (GBR)   | 5.100   | 8.550   |      | 13.650 |
| 5                  | Dimitris Krasias (CYP) | 5.100   | 8.400   |      | 13.500 |
| 6                  | Jim Zona (FRA)         | 5.000   | 7.725   |      | 12.725 |
| 7                  | Pablo Brägger (SUI)    | 4.700   | 7.900   |      | 12.600 |
| 8                  | Robert Tvorogal (LTU)  | 4.700   | 7.800   |      | 12.500 |

## Tableau des médailles
| Rang  | Nation      | Or | Argent | Bronze | Total |
| ----- | ----------- | -- | ------ | ------ | ----- |
| 1     | Allemagne   | 2  | 1      | 3      | 6     |
| 2     | Royaume-Uni | 1  | 2      | 1      | 4     |
| 3     | Grèce       | 1  | 2      | -      | 3     |
| 4     | France      | 1  | 1      | 2      | 4     |
| 5     | Finlande    | 1  | -      | -      | 1     |
| 5     | Italie      | 1  | -      | -      | 1     |
| 7     | Pays-Bas    | -  | 1      | -      | 1     |
| 8     | Bulgarie    | -  | -      | 1      | 1     |
| 8     | Pologne     | -  | -      | 1      | 1     |
| 8     | Roumanie    | -  | -      | 1      | 1     |
| 8     | Slovénie    | -  | -      | 1      | 1     |
| TOTAL | TOTAL       | 7  | 7      | 10     | 24    |

| Rang  | Nation          | Or | Argent | Bronze | Total |
| ----- | --------------- | -- | ------ | ------ | ----- |
| 1     | Grande-Bretagne | 4  | 1      | 2      | 7     |
| 2     | Roumanie        | 1  | 1      | -      | 2     |
| 3     | Espagne         | 1  | 1      | 1      | 3     |
| 4     | Arménie         | 1  | -      | 1      | 2     |
| 5     | Suisse          | -  | 3      | 2      | 5     |
| 6     | France          | -  | 1      | -      | 1     |
| 6     | Belgique        | -  | 1      | -      | 1     |
| 8     | Italie          | -  | -      | 1      | 1     |
| 8     | Allemagne       | -  | -      | 1      | 1     |
| TOTAL | TOTAL           | 7  | 8      | 8      | 23    |